# オジョー
オジョー（1981年6月14日 - ）は、日本のお笑い芸人。本名、高橋 文香（たかはし ふみか）。北海道岩見沢市出身・在住。駒澤大学附属岩見沢高等学校卒業。札幌吉本所属。よしもと北海道住みます芸人。東京NSC8期生、東京NSC俳優コース3期生。

## 略歴
東京NSC8期生、東京NSC俳優コース3期生。吉本新喜劇への憧れから吉本入りした。2003年にことみ（現在は石川ことみとしてピン芸人で活動）と「上海ドール」を結成。札幌吉本、東京吉本で活動後、2011年解散。
その後、東京NSC6期生のちばちゃん（元ジョーカー、スプーン）と「パンダスティックランマー」を結成し東京吉本で活動後、2014年解散。
札幌吉本に戻りピン芸人活動した後、2017年にいーだ（元タイブレイク、兎）とのコンビ「オジョーさんと僕」を結成、解散後再びピン芸人として活動。結婚・出産を機に、札幌市から地元岩見沢市に拠点を移した。
2015年5月〜2025年3月末まで北海道住みます芸人として活動。

## 人物

### オジョーとお菓子生活
東京での一人暮らしによって三食お菓子生活にはまり、この歳であっても生活習慣病になる可能性が高い状況。
今住んでいる札幌の家ではお菓子が部屋中にあふれているが、番組の企画によって生活改善が進んでいる模様。

### オジョー的考え方
札幌吉本にいるのは地元北海道を盛り上げるためである。ファッションセンスはアシンメトリーを基本としており、緑とピンクを好んで使う。元気が取り柄に見えるが人見知りが少しある。褒められると伸び、けなされるとかなりへこむ性格のため、ライブの結果によっては長いスパンで心に傷を負ったまま生活をすることもしばしば。彼氏にけなされるのは我慢できるが、他人の批評は嫌い。

### オジョーの宿敵
昔から漢字が苦手で、『王』を『玉』、『躍動感』を『約動間』と勘違いして書いた。高校時代のテストには『舌』を『タン』と書いた。注射が極端に嫌いであり、人間ドックではかなり駄々をこねた。人間ドックの結果は貧血以外はいたって健康。

### その他のエピソード
- 5年間彼氏がいなかったが（2007年2月26日乙女ぷりぷり!放送時）、2016年に広告代理店社員と結婚した。同年に1児の母となった。2023年に離婚を発表[1]。
- 髪をピンク色に染めようとした際に額近くにまで染められた。
- 自分自身が大食いだとは『TVチャンピオン』北海道予選で優勝するまで気づかなかったらしい。
- 付き合っていた彼氏から罰として手を上に2時間あげる罰を受けていた(『なべあちっ!』トークコーナーにて)。
- 童顔が特徴であったが、『ジンギス談』では若い頃からの付き合いであるタカアンドトシにたびたび「老けた」といじられている。

## 出演

### TV
- アパートマンションマガジンTV版（J-COM）
- 北海道文化放送
  - ヌルマユ上海兄弟
  - 君のもとへかける虹（2005年10月、12月）
- ウォッチング札幌（テレビ北海道）
- ワルガキ（北海道テレビ放送、プレゼントコーナー）
- いきなり!黄金伝説。（テレビ朝日系、「日本全国ご当地デカ盛りベスト10を食べ尽くす」）
- ジャニ勉（関西テレビ）「北海道SP」
- お願い!ランキングGOLD
- 食べる女（北海道テレビ放送）
- ウチのガヤがすみません!（日本テレビ）
- 爆買い☆スター恩返し（フジテレビ）

### ラジオ
- 乙女ぷりぷり!（STVラジオ）月 - 金曜日
- オジョーの子育てサロンレディオ!（コミュニティエフエムはまなす）2020年5月2日～
- オジョーの笑ロン包（MID.α STUDIO）2024年12月15日〜不定期